# Clippy
Le compagnon Office ou assistant Office, également désigné par les surnoms Clippy, Clippit ou encore Trombine, est un outil d'accessibilité présent sur Microsoft Office, à partir de la version 97 et jusqu'en 2003. Il permet d'aider l'utilisateur en lui proposant de l'aider à écrire la lettre ou le mot de son choix. 
Il a l'apparence d'un trombone anthropomorphe, avec des yeux surmontés de leurs sourcils.

## Histoire
Le compagnon Office, qui se présente sous la forme d'un personnage de série d'animation, serait le fruit d'une initiative personnelle de Melinda Gates. Cette collaboratrice de Microsoft, qui était à l'époque l'épouse du chef d'entreprise Bill Gates, a également dirigé le développement de Microsoft Bob, une interface utilisateur Windows spéciale pour les utilisateurs peu familiarisés avec l'informatique, qui agissait avec des personnages animés similaires. Le design du personnage a été réalisé par Kevan J. Atteberry. Outre le trombone, d'autres personnages étaient disponibles comme alternative : Merlin l'enchanteur, Links le chat, F1 le robot, le génie de la bouteille, une caricature d'Albert Einstein appelée Genius, Peedy l'oiseau, ainsi que les chiens Rover et Rocky. Chacun de ces personnages pouvait effectuer une série de « gestes » (mouvements animés) pour des situations spécifiques.
Le compagnon Office a été commercialisé pour la première fois le 30 décembre 1996. Pour la version Office 2000, sortie le 27 janvier 1999, les personnages, dont Clippy, ont été remaniés graphiquement (sans cadre ni arrière-plan). Dans la version Office XP (sortie le 31 mai 2001), Microsoft a désactivé l'assistant par défaut, confirmant ainsi son impopularité. Mais comme l'assistant Office continuait à susciter des critiques, même de la part d'employés de Microsoft, il a été complètement supprimé dans la version Office 2007 (30 janvier 2007) et Office 2008 pour Mac (15 janvier 2008).
En juillet 2021, Microsoft publié une refonte du dessin de Clippy sur la plateforme Twitter, et a déclaré que si son micromessage recevait 20 000 mentions J'aime, la compagnie remplacerait l'émoji du trombone de Microsoft 365 par le personnage. Le seuil fixé a rapidement été dépassé et la compagnie a alors annoncé qu'elle procéderait au remplacement,. En novembre 2021, Microsoft a officiellement mis à jour son dessin de l'émoji du trombone (📎) sur Windows 11 pour qu'il représente Clippy .

## Dans la culture populaire
Il a fait quelques apparitions dans des œuvres de fiction, notamment dans trois épisodes des Simpson (Petit Papa Noël super flic (S18E20), Funérailles pour un félon (S19E8) et L'Espion qui m'aidait (S23E20)), ainsi que dans l'épisode 3 de la saison 1 de la série Silicon Valley ou dans la vidéo YouTube Animator VS Animation III d'Alan Becker où il aide du mieux qu'il peut un animateur qui essaye tant bien que mal d'empêcher sa stick-figure de détruire son ordinateur, qui était sur Windows XP,,,.
Clippy fait une apparition dans la série The Office où Darryl en parle dans la saison 7.
Il a été parodié en 2023 dans l'épisode 99 de la série d'animation française Les Kassos.